# Скибін
54°30′20″ пн. ш. 17°20′16″ сх. д. / 54.50555556° пн. ш. 17.33777778° сх. д.
Скібін [ˈskibin] (нім. Franzhagen) — село в Польщі, в гміні Дамніца Слупського повіту Поморського воєводства. Він лежить приблизно в 5 км (3 милі) на схід від Дамниці, 21 км (13 миля) на схід від Слупська та 86 км (53 миля) на захід від регіональної столиці Гданська.
Щоб дізнатися про історію регіону, див. Історія Померанії.